# Capilla de San Antonio (Catedral de Orense)
La Capilla de San Antonio es una obra anónima realizada entre 1630 y 1633. Está ubicada en la Catedral de Orense (Galicia, España).

## Historia

### Deambulatorio
La construcción del deambulatorio de la seo, en cuyo extremo sur se encuentra la capilla, supuso la modificación del triple ábside original del testero, obra imprescindible para la yuxtaposición de esta área del templo. El principal cometido de dicha labor fue la instalación de una serie de capillas así como de ventanales en la sección superior para dotar de iluminación a la girola, todo ello acorde a la traza de Simón de Monesterio, cuya muerte en 1624 supuso la paralización de las obras, las cuales serían retomadas en 1626 por los maestros Alonso Rodríguez, Gonzalo Baquero, Juan de Solaeza y Andrés Lorenzo, concluyendo entre 1630 y 1633 con Pedro Gómez de la Sierra y Rodrigo de la Hoz.: 43  Esta labor, además de variar por completo la primitiva planta de la catedral y de provocar la total e irreparable destrucción de la antigua cabecera (pérdida lamentada por Manuel Sánchez Arteaga), no buscó armonizar la arquitectura manierista con la románica original de los siglos xii y xiii.: 101  Inicialmente estaba proyectada la construcción en esta parte de un pequeño recinto circunvalado, destinado a atrio o claustro, que se iba a extender un poco más allá de la cabecera; este espacio recibía el nombre del santo patrón de la seo, San Martín, y en él fueron sepultados numerosos prebendados, varios de los cuales contaban con monumentos o sarcófagos, albergando el resto simples lápidas con inscripciones.: 102 
En el cabildo celebrado el 15 de junio de 1615 se acordó la construcción del deambulatorio, disponiéndose cédulas en todas las partes donde hubiese oficiales con el fin de que fuesen convocados para ajustar la obra. El 18 de mayo de 1618, ante el escribano Gregorio López de Cárdenas, se otorgó la escritura de contrato entre el cabildo y Monesterio, fijándose el precio en 7400 ducados. Las obras comenzaron en 1620, año en que fueron demolidas las capillas absidales menores, dedicadas la del norte a los santos Facundo y Primitivo (anteriormente al papa San Eleuterio) y la del sur a Santa Eufemia, la cual fungía como parroquia y fue en consecuencia trasladada a la Capilla de San Juan, si bien las reliquias de la mártir permanecieron en el sarcófago original, situado en el paramento exterior sur de la capilla mayor, frente a la sacristía, mientras que las reliquias de los santos Facundo y Primitivo se dejaron en los lucillos correspondientes: uno en lo alto del muro situado junto a la puerta lateral norte de la capilla mayor y el otro en el paramento exterior sur de la Capilla del Santo Cristo (los restos de los tres mártires serían trasladados el 23 de junio de 1720 a su emplazamiento actual por disposición del obispo Juan Muñoz de la Cueva).: 102  Cinco de las siete capillas de la girola fueron levantadas siguiendo un mismo diseño, motivo por el que arquitectónicamente son idénticas y tan solo se diferencian en la decoración; las otras dos, ubicadas en los extremos y dedicadas respectivamente a San José (antes a la Anunciación) y a San Antonio, constituyen realmente arcosolios, motivo por el que son diferentes de las cinco capillas restantes además de poseer unas dimensiones mucho menores.

### Capilla

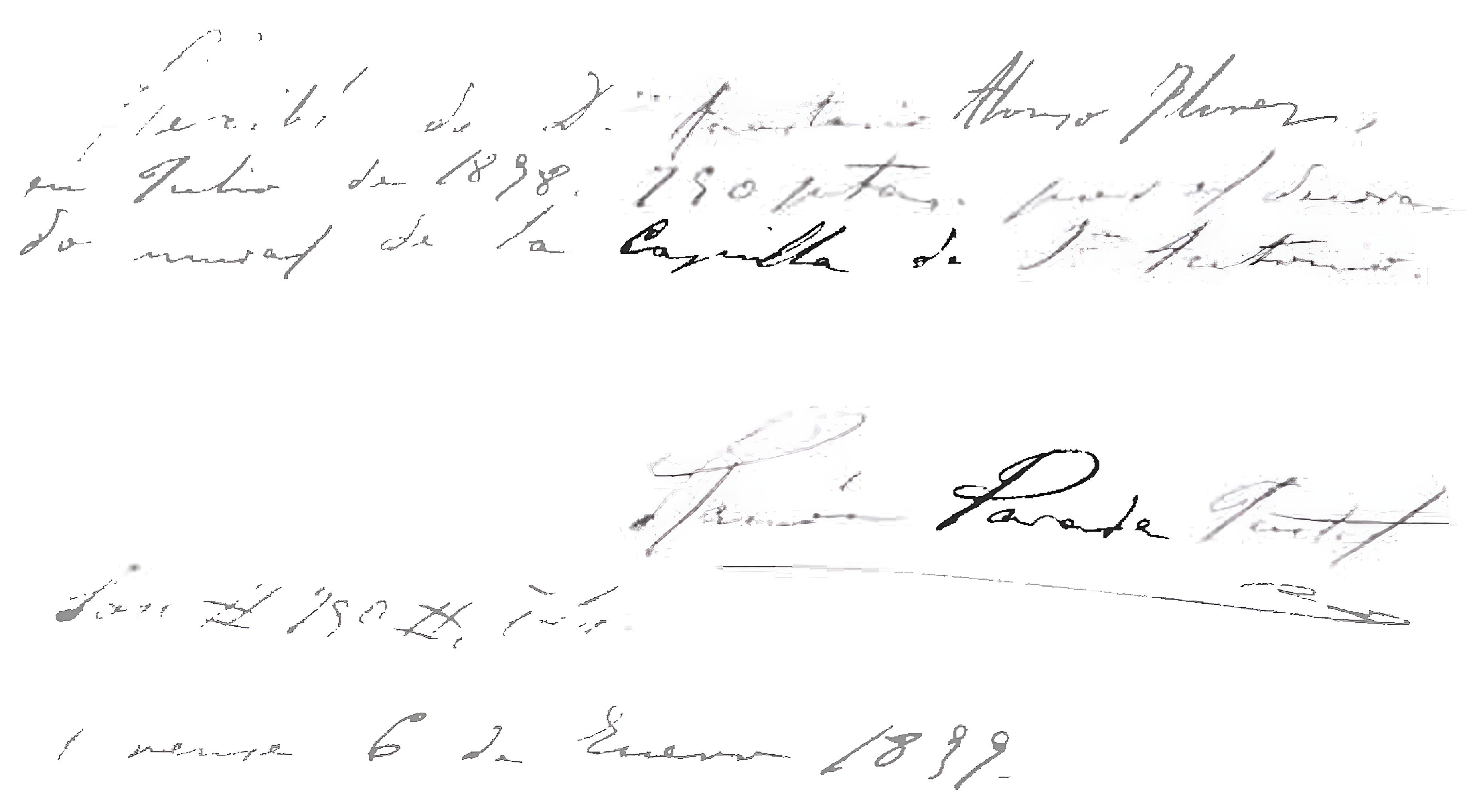
Factura de Ramón Parada Justel por su obra en la Capilla de San Antonio.

La capilla, junto con algunas sepulturas en el plano del deambulatorio, fue vendida por el cabildo en 1658, mediante escritura ante Juan de Cárdenas y por un precio de 400 ducados y cinco de renta anual para la fábrica, al arcediano de Limia y canónigo cardenal Pedro de Lemos Pereira,: 123  quien quedó obligado a instalar un altar bajo el arco, si bien poco después, en 1662, la traspasaría por el mismo precio y con la misma condición al regidor Álvaro Salgado Sotelo y a su mujer Clara de Deza y Lemos;: 132 : 297  ambos fundaron vínculo regular para su hijo Antonio Salgado Deza y Lemos de varias casas y bienes además del «patronato de la Capilla del glorioso San Antonio que los otorgantes fundaron en el trascoro de la Catedral de que son patronos, con cargo de una Misa rezada todos los domingos del año en dicha Capilla [...] y la hora de Misa ha de ser cuando toquen en dicha Catedral a Santos en la Misa Mayor». Al parecer debió de existir con anterioridad en la seo algún altar dedicado al santo puesto que en la concordia celebrada por el cabildo en 1515 con Alonso Pimentel, conde de Benavente, por la que este hizo entrega de varias ropas y alhajas para la catedral junto con varios miles de maravedíes de juro, se dispuso que de estos se habían de quitar cada año 2000 para la dotación de la fiesta de San Antonio de Padua.: 124  A principios del siglo xviii los problemas de humedad empezaron a causar estragos en la girola por el hecho de hallarse esta parte de la catedral a un nivel inferior con respecto al pavimento exterior. De acuerdo con una queja del cabildo con fecha del 7 de septiembre de 1709:

Acordose que respecto el señor obispo acaba la visita de la catedral y hay las capillas del trascoro que están muy mal reparadas y otros a que pretenden derecho algunos seglares, que el señor Amoeiro instruía a su Ilustrísima de ello y otras fundaciones para que se dé cumplimiento a su reparo y se asiente la obligación para quien está su adorno y se acompañe del señor Salamanca.

Para finales del siglo xix el estado de conservación de la capilla era pésimo a causa del desinterés de los patronos, circunstancia señalada en un acuerdo del cabildo, motivo por el que se tomó la decisión de repararla. Tal y como consta en un documento con fecha del 16 de marzo de 1898:: 297 

Que para arreglar el altar y el retablo de San Antonio de Padua, recibiose un donativo suficiente de una persona piadosa. Se autoriza al Sr. Fabriquero para que arregle y restaure artísticamente el altar y retablo de San Antonio pues el patrono los tiene completamente abandonados.: 297 

Ese mismo año se encargó la ornamentación de la capilla al afamado pintor de la Generación Doliente Ramón Parada Justel, cuya intervención fue reseñada por vez primera en 1916 por Cándido Cid Rodríguez: «Digno ciertamente de nota es el decorado de ángeles alados que adorna toda la hornacina de esta capilla, obra del genial y malogrado pintor orensano D. Ramón Parada Justel».: 125  No obstante, este importante dato no fue tomado en cuenta en investigaciones posteriores tal vez por la escasez de fuentes documentales que avalasen dicha autoría, la cual sería confirmada en 1997 por Miguel Ángel González García, antiguo delegado de patrimonio de la diócesis de Orense. En los registros de las cuentas de fábrica de la catedral correspondientes a 1898 (a pesar de que algunos llevan como fecha de pago el año 1899) hay tres facturas en las que se alude a la reforma hecha en la capilla, siendo la tercera la que permite adjudicar las pinturas con total seguridad a Parada Justel:: 298 
- La primera corresponde al entallador y ebanista Manuel Canabal, quien ejecutó el altar, consistente en una mesa de sencilla hechura con gradas ornamentandas en el frente con cruces cuadrilobuladas que se elevan en la zona central para fungir como pedestal, donde se halla una imagen de San Antonio obra de Mateo de Prado en 1662: «Recibí de D. Anastasio Florez la cantidad de ochocientos setenta reales por obras echas en el altar de San Antonio de carpintería y para que conste lo firmo en Orense a seis de febrero de mil ochocientos nobenta y nueve. Son 870 rls. (rubricado Manuel Canabal). Son 217,50 pesetas».[4]: 298

- La segunda factura es del pintor y dorador Manuel R. Valcarce, responsable de dorar tanto el altar como las gradas: «Recivi del Sr. D. Anastasio Alonso Florez canónigo y fabriquero de esta Santa Iglesia Catedral, la cantidad de mil reales por el dorado, pintura y jornales del altar de San Antonio y para su seguro doy el presente que firmo a 30 de septiembre de 1898. El pintor (rubricado Manuel R. Valcarce) son 250 pts».[4]: 298

- La tercera y última factura, la más importante de todas, corresponde a Parada Justel, ejecutor de la ornamentación de lienzos que decoran los muros del arcosolio: «Recibí de Dn. Anastasio Alonso Florez en julio de 1898, 750 pesetas por el decorado mural de la Capilla de San Antonio (rubricado Ramón Parada Justel). Son 750 pts. Orense a 6 de enero de 1899».[4]: 298

## Descripción

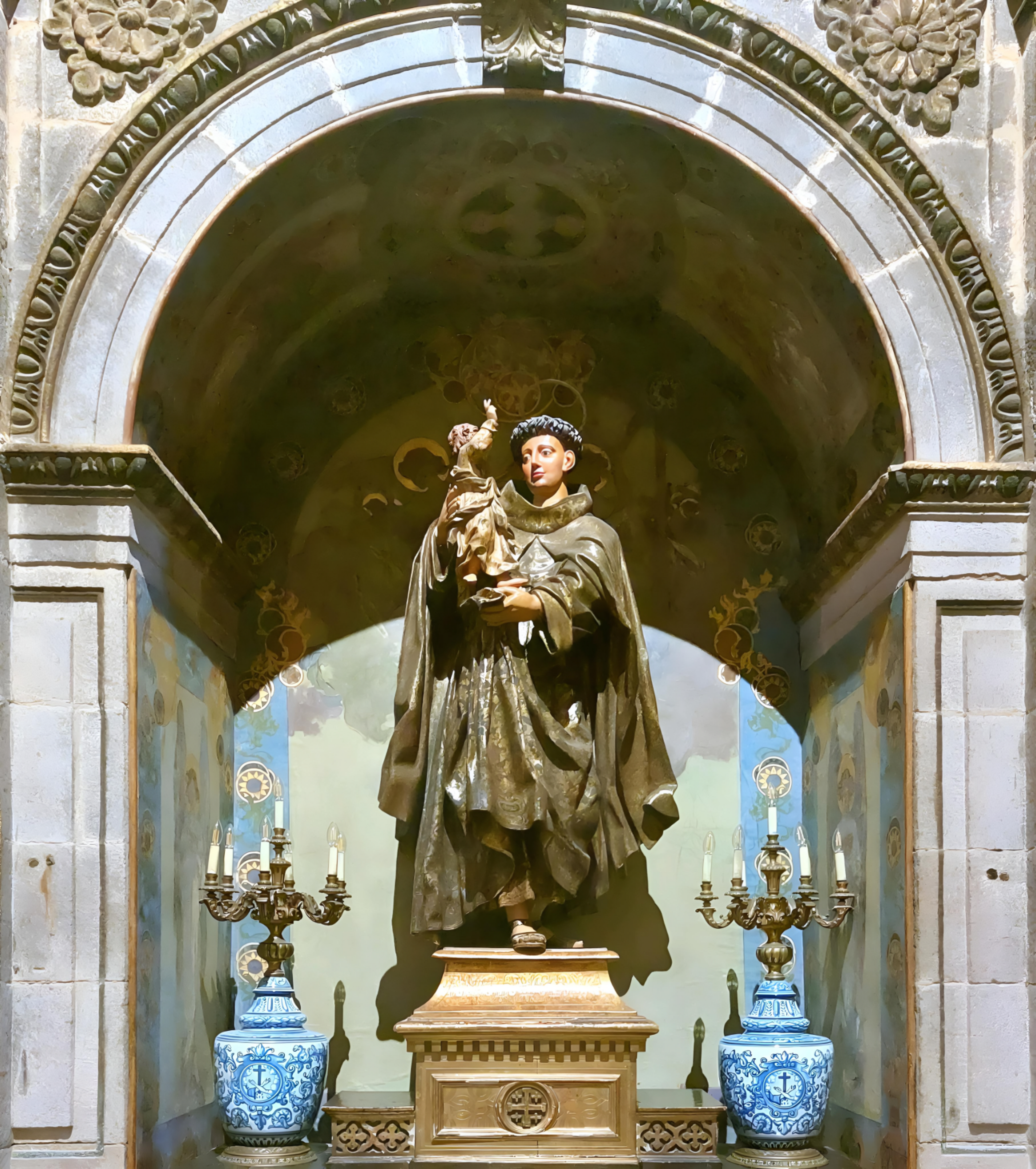
Hornacina y talla de San Antonio.

Ubicada entre la Capilla de la Asunción y la sacristía, directamente frente al retablo de Santa Eufemia,: 123  la capilla resulta muy similar a la de San José a nivel arquitectónico; esta última, la primera del deambulatorio en edificarse, fue levantada en torno a 1630 por de la Sierra, maestro de arquitectura, por lo que resulta probable que este ejecutase también la de San Antonio, cuya construcción debe fecharse en el periodo 1630-1633. La capilla consiste en una hornacina de medio punto (que funje como arcosolio) emplazada bajo un arco, también de medio punto, y situada entre dos pilastras dóricas con estrías en vertical apoyadas en basas rectangulares de caja rehundida y con las enjutas de color rosáceo. Por su parte, sobre el arco destaca un friso ornamentado con triglifos y metopas, estas últimas de un tono rosáceo idéntico al de las enjutas, mientras que el conjunto se corona con un monumental frontón partido curvo en cuya fractura se halla encajado un escudo que ocupa casi toda la zona central del tímpano, flanqueado por volutas cerradas a imitación de lambrequines. Este escudo, timbrado por un yelmo de mirada frontal con cimera y penacho, cuenta con un total de cuatro cuarteles divididos por una Cruz de Calatrava: el primero corresponde a la familia Deza; el segundo a los Salgado; el tercero a los Lemos; y el cuarto a los Sotelo.: 297 
Según Benito Fernández Alonso, en lo alto del muro de la capilla se hallaba la siguiente inscripción: «Capilla y sepultura de D. Álvaro Salgado Sotelo, regidor de esta ciudad y de D.a Clara Deza y Lemos, su muger, y sucesores. Año de 1662. Reedificose a costa de un devoto en el año de 1827». Así mismo, Fernández Alonso mencionó que le llamó «sobremanera la atención, que esta inscripción haya desaparecido desde la última pintura que se dió al altar de San Antonio»,: 124–125  dejando constancia a su vez de la autoría de la talla del santo: «[...] el escultor Mateo de Prado, otorgó escritura en Orense ante Roque Araujo para hacer el retablo e imagen de la Concepción en la Capilla de la girola. También hizo el retablo e imágenes de la Capilla de la Asunción de la Virgen y una imagen de San Antonio en el deambulatorio [...]».: 108  En lo tocante a la policromía, de un estilo modernista entonces innovador,: 299  esta muestra ángeles músicos caracterizados por un cromatismo grisáceo fuertemente contrastado con el tono dorado de las aureolas que los acompañan, todo ello perfilado por un marco azul decorado con formas fitomórficas doradas, destacando la presencia de estrellas y un fondo a base de colores verde y, en menor medida, rojo.: 298  Respecto a la imagen de San Antonio, esta figura en su iconografía tradicional: sosteniendo en brazos al Niño Jesús. En cuanto a la vestimenta, luce hábito de color marrón con estofado vegetal de amplio vuelo y profusos pliegues (entre los que destaca un pequeño círculo oval con el año 1662 inscrito en él), hallándose la figura del infante ataviada con ropajes también de amplio vuelo y cubiertos con diminutos motivos ornamentales, todo encuadrado en el barroco pleno.

## Galería de imágenes

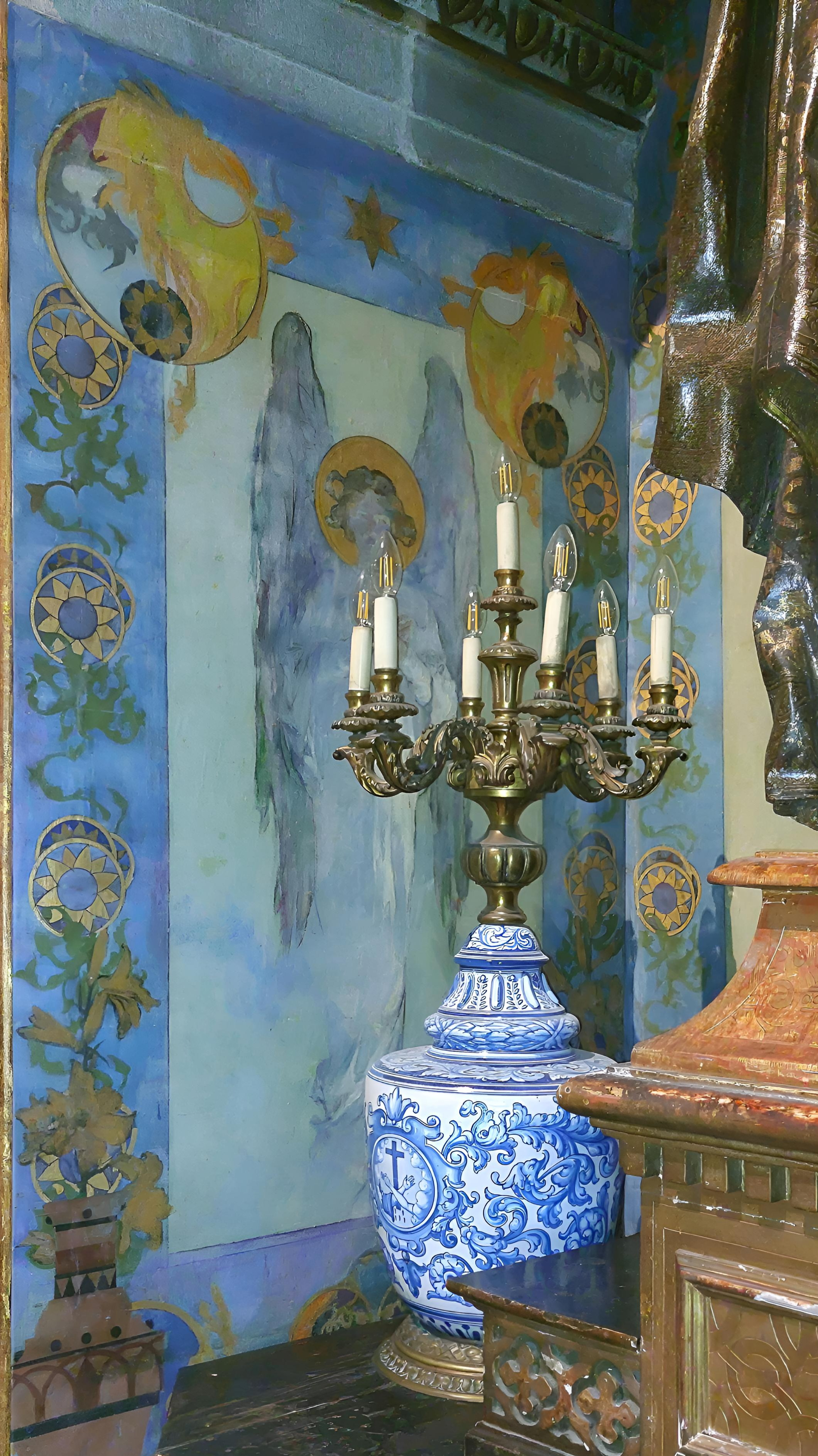
Lateral izquierdo.
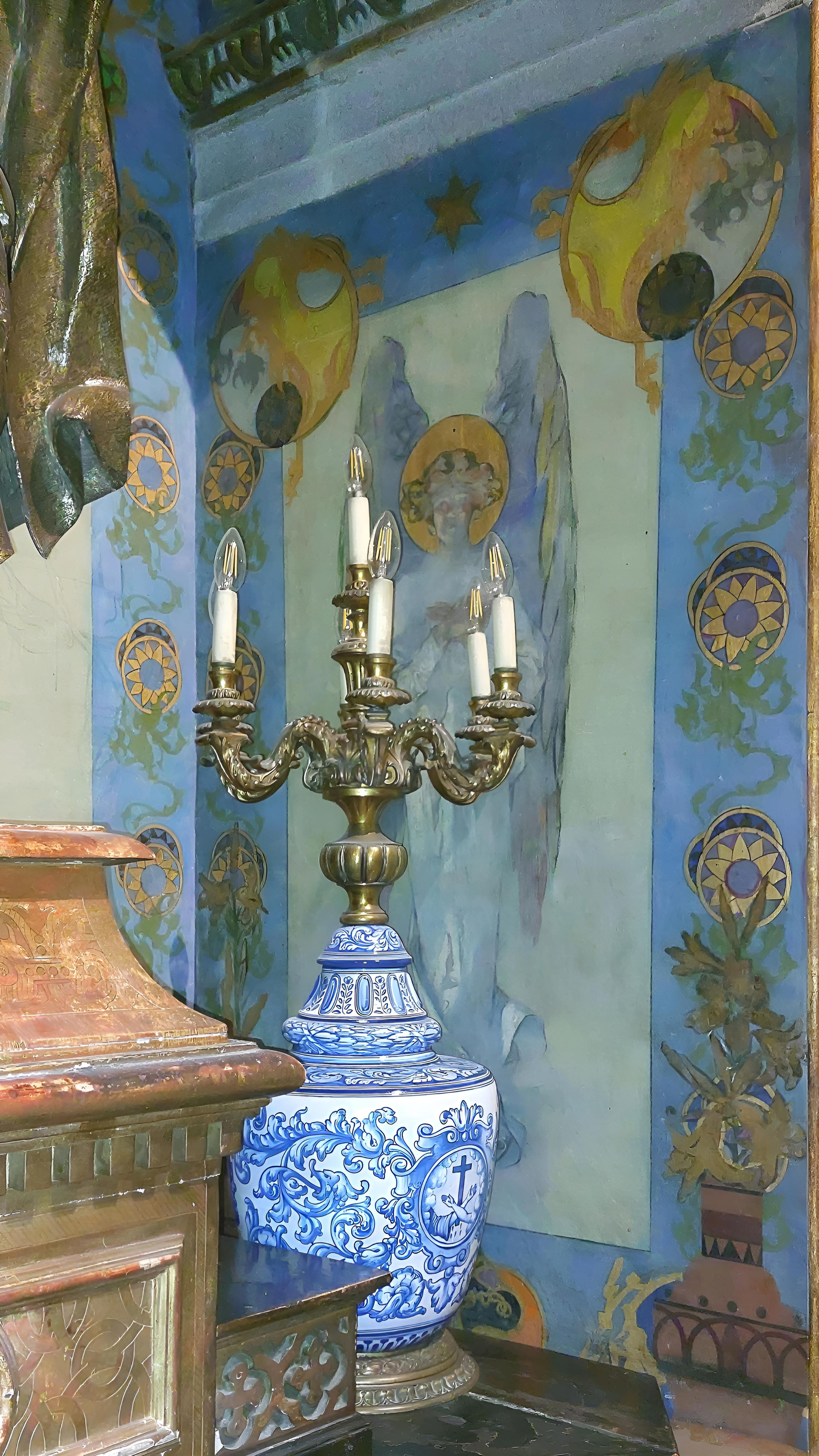
Lateral derecho.
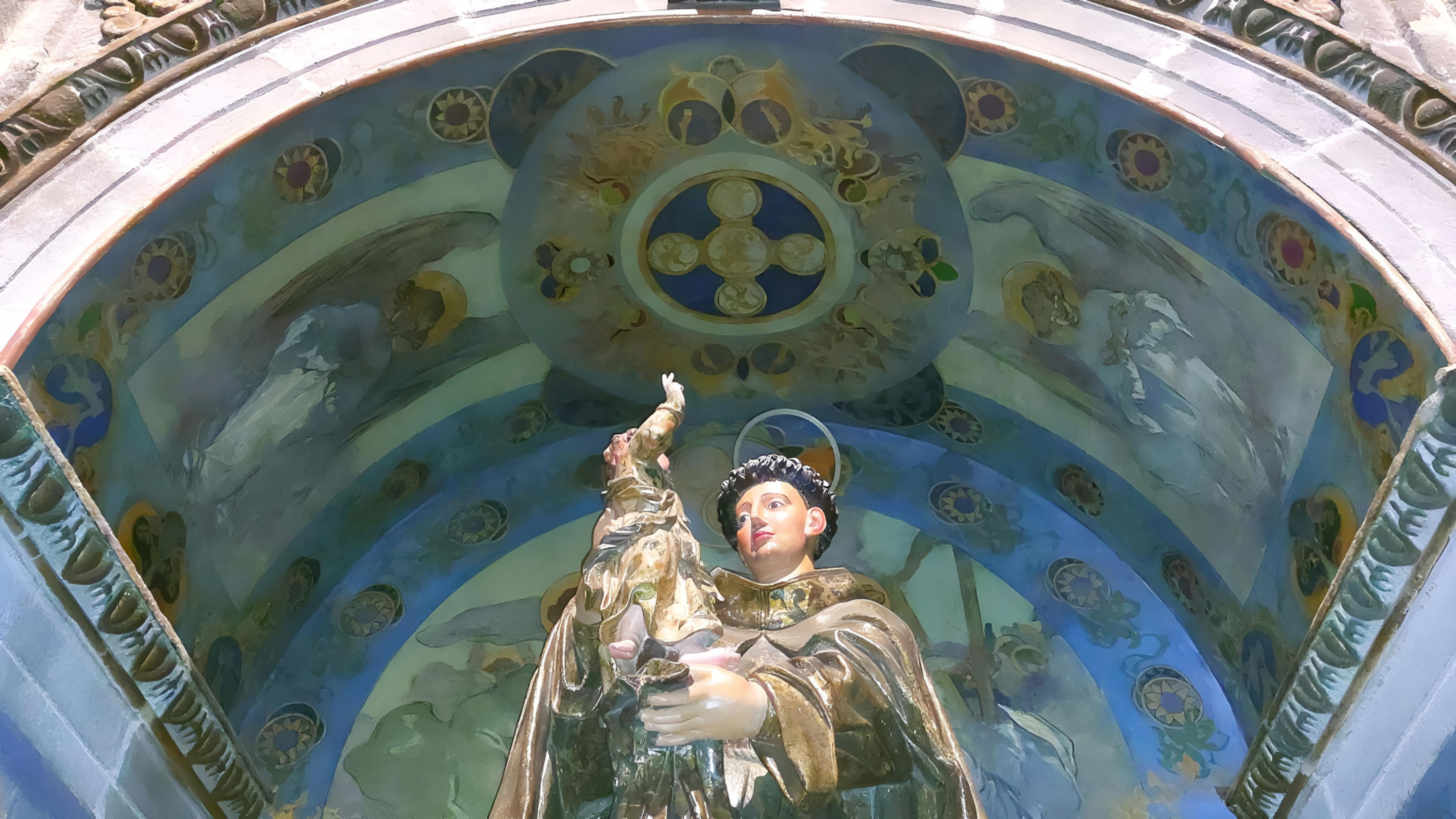
Intradós.
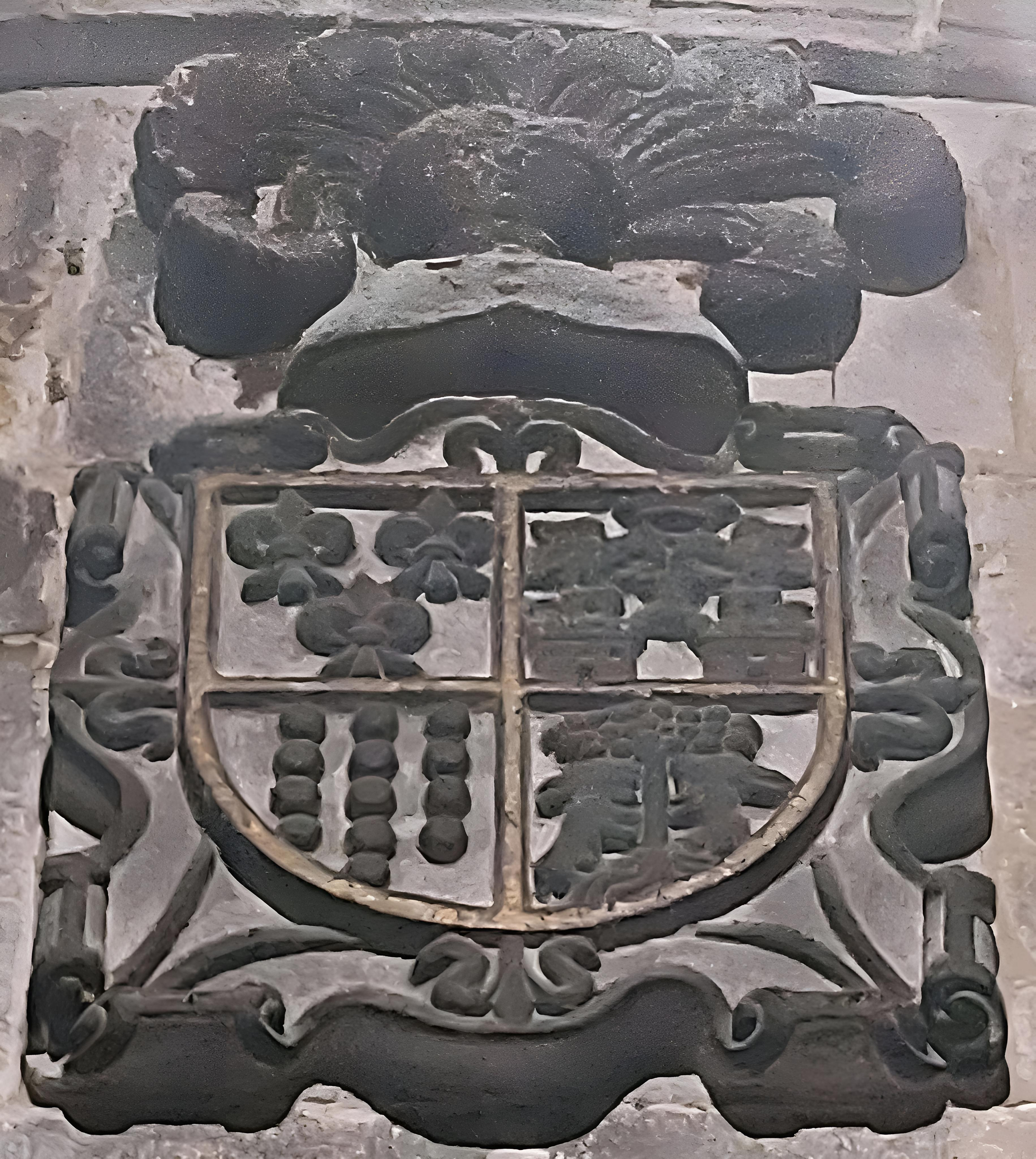
Escudo.
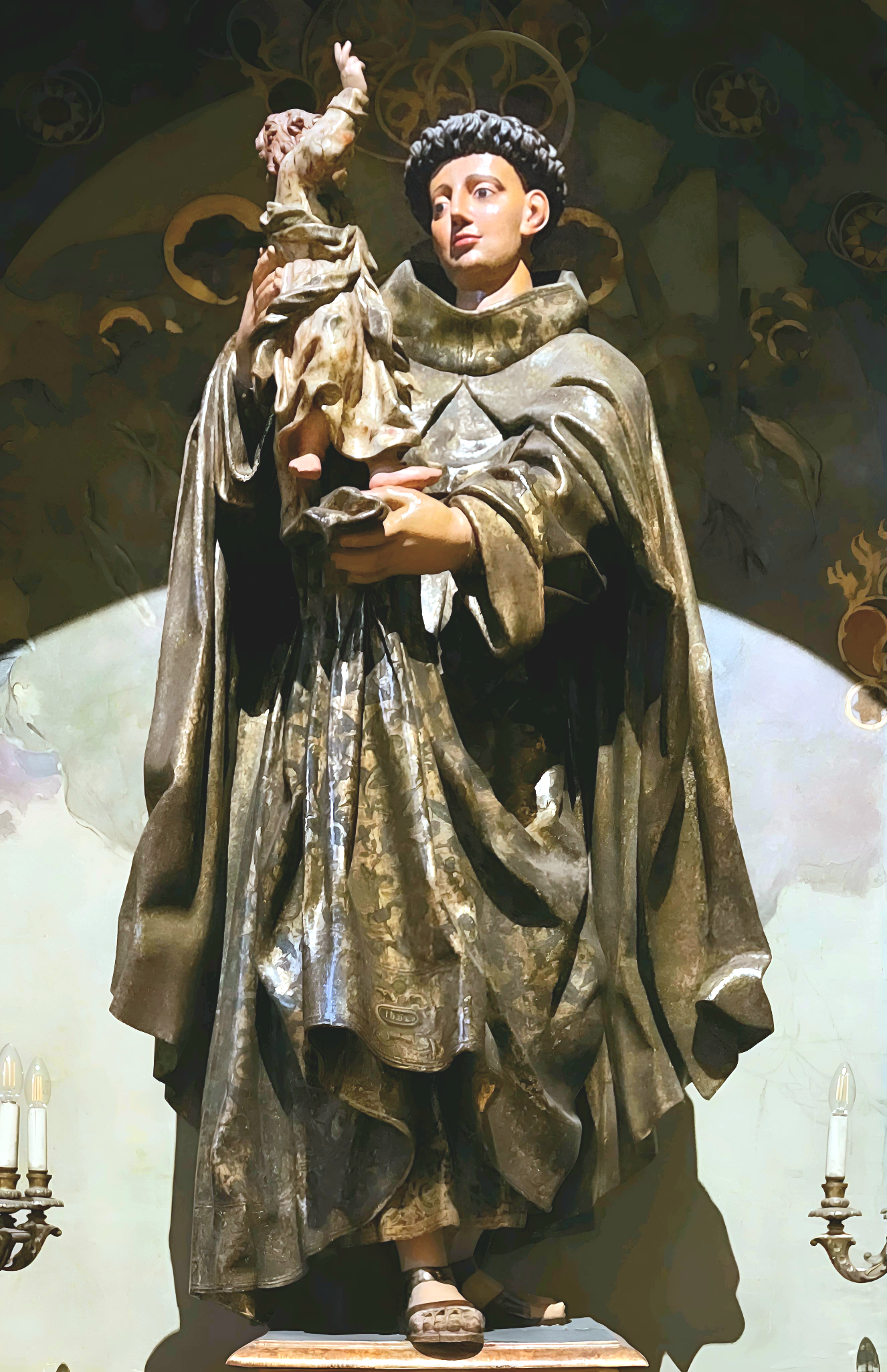
Talla de San Antonio.